# Château de Bellver
Pour les articles homonymes, voir Bellver.
Le château de Bellver (en espagnol : Castillo de Bellver, en catalan : Castell de Bellver, littéralement « château belle vue ») date du XIVe siècle. Il est localisé en Espagne, dans l’île de Majorque, à trois kilomètres du centre historique de Palma (côté Cala Major), sur une colline recouverte de pins, au Bosc de Bellver. D'un style gothique méditerranéen, il fut construit comme l'une des demeures des rois de l’île.

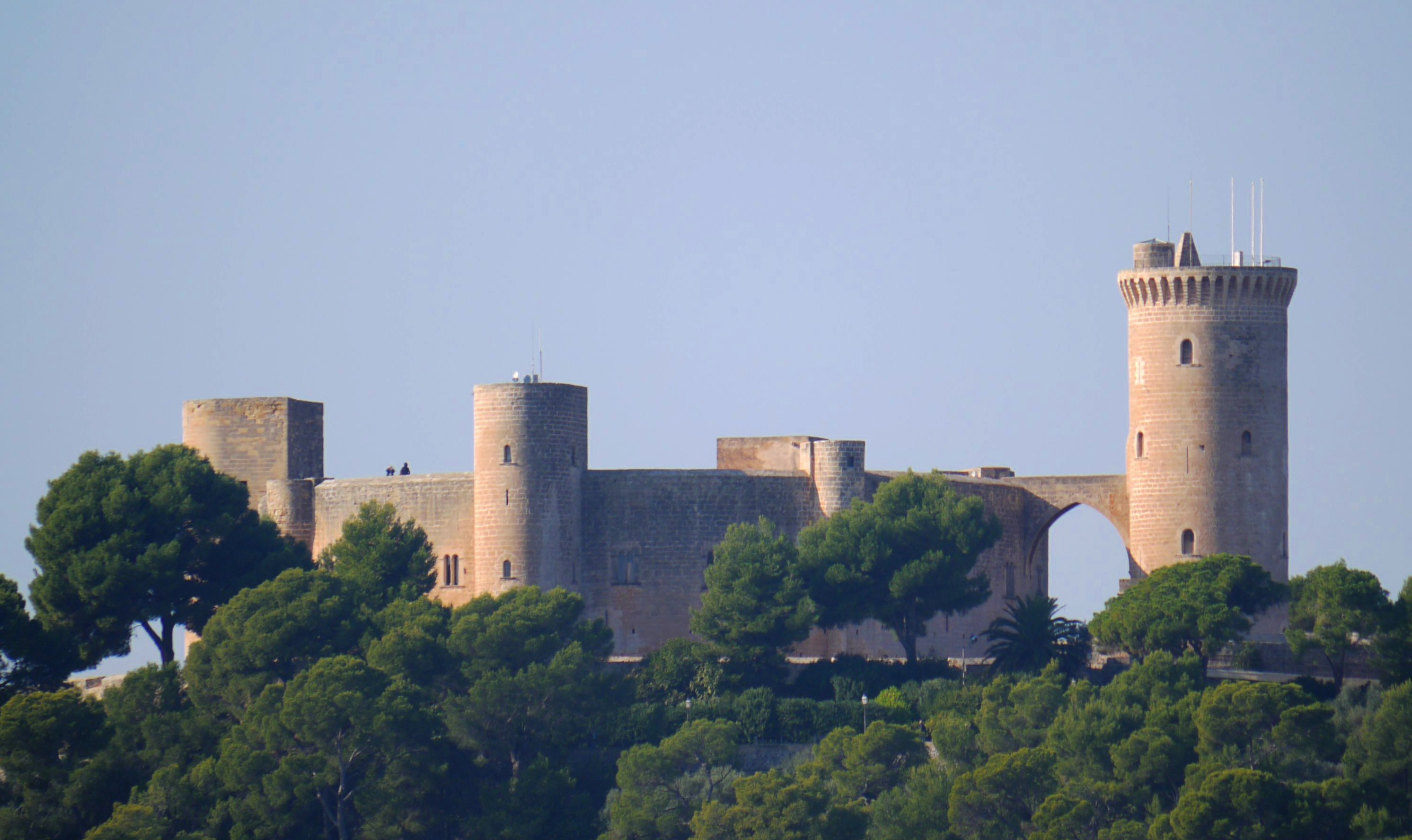
Château de Bellver.

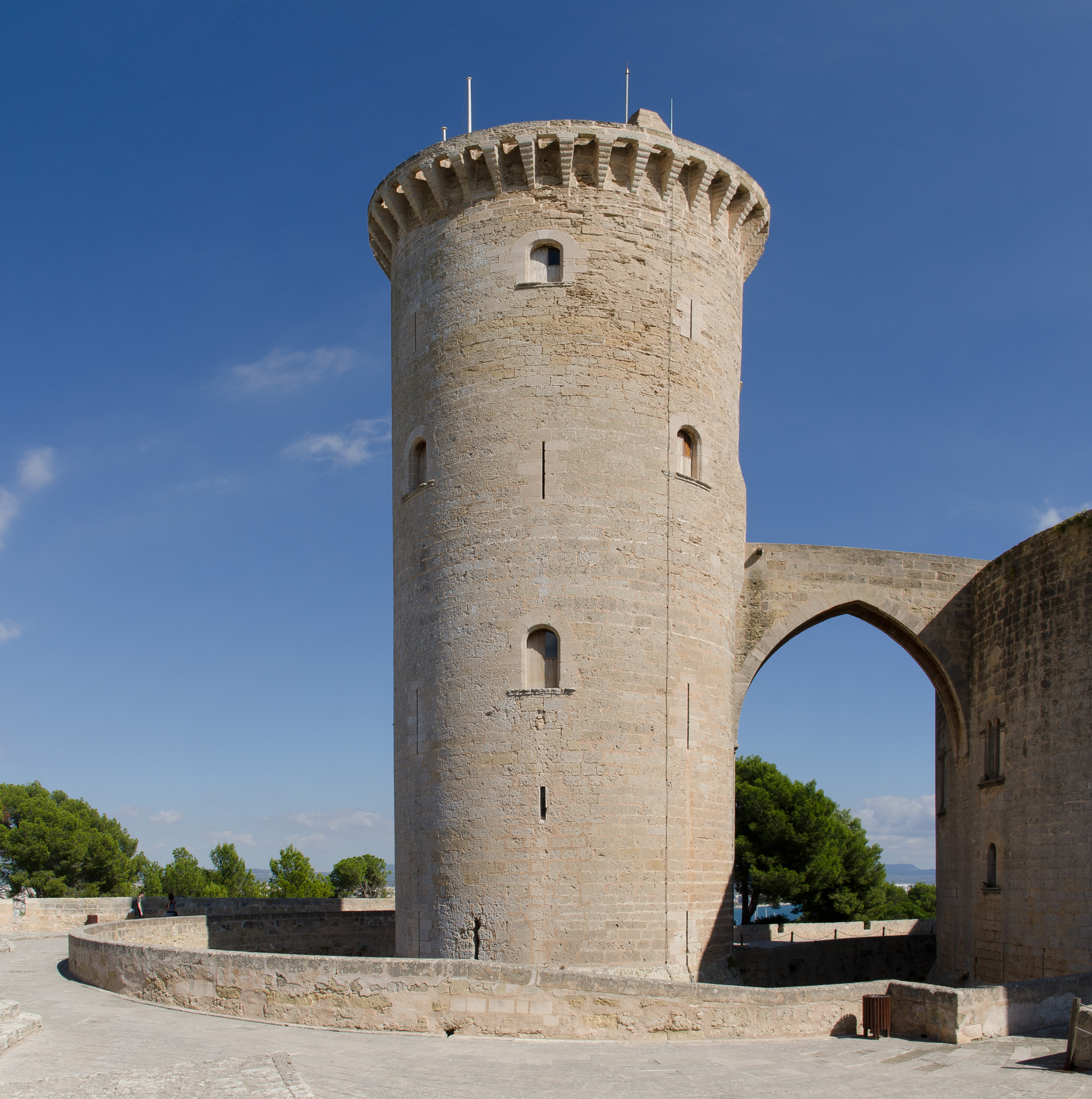
Tour.

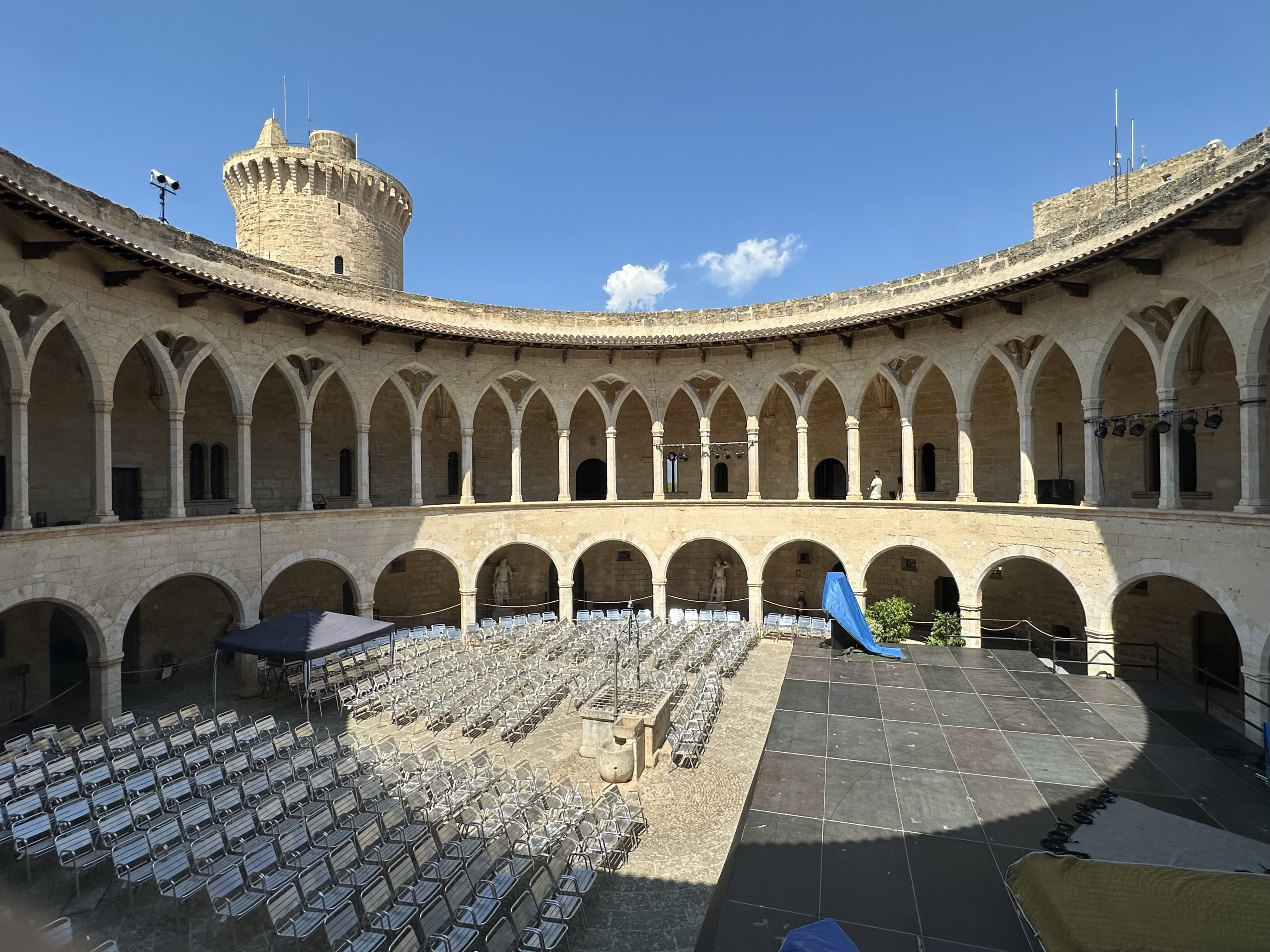
Cour intérieure.

## Histoire
Le roi Jacques II le fit construire pour y installer la résidence royale. Atteint de tuberculose, le roi souhaitait une résidence dans un endroit au climat salubre. Il l'a occupé brièvement, de même que deux autres rois de Majorque. Jean I d'Aragon, fuyant la peste du continent, y a vécu un temps (1394)[réf. nécessaire].
L’architecte Pedro Salvá en a dirigé la construction qui dura près de quarante années pour en faire l’une des quatre forteresses de forme circulaire d’Europe. Il existe plusieurs châteaux si ce n'est parfaitement ronds du moins polygonaux tel le Château de Montaner en Bigorre qui fut construit ou plutôt restauré sous l'influence de Bellver par Gaston Febus qui aurait été prétendant, un temps, de la fille[Laquelle ?] du roi de Majorque[réf. nécessaire].
Le château a ensuite été occupé par Jacques III de Majorque[réf. nécessaire], lequel tomba au cours de la bataille de Llucmajor en 1343, vaincu par Pierre IV, roi d’Aragon ; le château fit alors office de prison pour la famille de Jacques III.
Le château devient une prison militaire en 1717. En 1808, François Arago y a été tenu prisonnier lors de la guerre franco-espagnole.
Au XIXe siècle, une usine de fabrication de pièces de monnaie y a été installée. Actuellement, le château de Bellver abrite un musée provincial d’archéologie, de peinture et de numismatique.

## Protection
Le château de Bellver est un bien d'intérêt culturel.